# Richter Dániel
Richter Dániel (Budapest, 1983. augusztus 26. –) artista, bohóc.
Artistacsaládba született. Édesapja, Richter Sándor kézenálló (handstand) művész, aki negyvenéves pályafutást tudhat magáénak. Richter Dániel az artistaszakmát szüleitől sajátította el, miközben folyamatos továbbképzésen fejlesztette tudását az ún. Artista Stúdióban. A handstand szám mellett a zsonglőrködést és az egykerekű biciklis artistaszámokat sajátított el. 1998-tól vesz részt utazó cirkuszok tavasztól őszig tartó műsorában, azóta szinte megszakítás nélkül dolgozik, immár főleg bohócként.

## Élete
1998-ban az Európa Cirkusz műsorán szerepelt egykerekű biciklis számaival. 1999-ben az Eötvös Cirkusz hang- és fénytechnikusa volt, eközben tovább fejlesztette kézenálló számait. 2000-ben kezdett bohócnak tanulni édesapja segítségével, 2001-ben már saját bohócszámokkal is fellépett. Innentől kombinálta a kézenálló számokat és a bohóctréfákat édesapjával közös fellépésben. A 2000-es szezont a Magyarország Williams Cirkusz, a 2001-est a Románia Richter Cirkusz (Richter János) társulatával töltötte. 2002-ben a Németország Euro Cirkusz Pallas, 2003-ban a Colorádó Cirkusz Magyarország tagja. 2004-ben a Royal Cirkusz Varietével turnézott. Itt már egyénileg több volt a bohócszáma, és egyre jobban kiteljesedett a karaktere a bohócpályán. 2005-2006-ban Richter Richárd unokatestvérének Richter Cirkuszához − édesapjával együtt − csatlakozott.
2007-ben megismerte feleségét, Kádár Mónika énekesnőt. A 2008-as, a 2009-es és a 2010-es szezonban a Picard Cirkuszban már közösen léptek fel feleségével, aki egyben a műsorvezető szerepet is betöltötte.
2014-ben Romániában, a Las Vegas Cirkuszban lépett fel. Ekkor utoljára lépett fel kézen álló számmal. 2015-ben a Magyarország Last Vegas Cirkusz kezdő cirkuszi vállalkozáshoz szerződött, amely amerikai show-műsort imitált. Itt quick change (gyors öltözés) számot adtak elő feleségével, illetve tányérpörgetős zsonglőr számmal bővült a repertoárja. A 2016-os évet is külföldön töltötte, a Románia Németh Cirkusszal.
2017-ben visszatért Magyarországra, az újraindított családi vállalkozásban vendégszereplőként lépett fel. A Covid19-járvány alatt, 2020-ban, majd 2023-ban a Magyar Cirkuszművészeti Múzeum, Könyvtár és Archívumban videodigitalizációs munkát végzett. 2019-től a Duna Vízi Cirkusz egyik műsorvezetője, bohóca és zsonglőre.